# Kanton Bonneval
Der Kanton Bonneval war bis 2015 ein französischer Wahlkreis im Arrondissement Châteaudun, im Département Eure-et-Loir und in der Region Centre-Val de Loire; sein Hauptort war Bonneval.
Der 20 Gemeinden umfassende Kanton war 310,13 km² groß und hatte 11.820 Einwohner (Stand: 2012).

## Gemeinden
| Gemeinde               | Einwohner | Code postal | Code Insee |
| ---------------------- | --------- | ----------- | ---------- |
| Alluyes                | 619       | 28800       | 28005      |
| Bonneval               | 4285      | 28800       | 28051      |
| Bouville               | 419       | 28800       | 28057      |
| Bullainville           | 83        | 28800       | 28065      |
| Dancy                  | 178       | 28800       | 28126      |
| Flacey                 | 193       | 28800       | 28153      |
| Le Gault-Saint-Denis   | 538       | 28800       | 28176      |
| Meslay-le-Vidame       | 402       | 28360       | 28246      |
| Montboissier           | 279       | 28800       | 28259      |
| Montharville           | 77        | 28800       | 28260      |
| Moriers                | 210       | 28800       | 28270      |
| Neuvy-en-Dunois        | 310       | 28800       | 28277      |
| Pré-Saint-Évroult      | 277       | 28800       | 28305      |
| Pré-Saint-Martin       | 139       | 28800       | 28306      |
| Saint-Maur-sur-le-Loir | 387       | 28800       | 28353      |
| Sancheville            | 704       | 28800       | 28364      |
| Saumeray               | 354       | 28800       | 28370      |
| Trizay-lès-Bonneval    | 253       | 28800       | 28396      |
| Villiers-Saint-Orien   | 156       | 28800       | 28418      |
| Vitray-en-Beauce       | 289       | 28360       | 28419      |